# Graphogonalia anduzei
Graphogonalia anduzei är en insektsart som beskrevs av Young 1977. Graphogonalia anduzei ingår i släktet Graphogonalia och familjen dvärgstritar. Inga underarter finns listade i Catalogue of Life.